# الغرفة التجارية الصناعية بالمدينة المنورة
الغرفة التجارية الصناعية بالمدينة المنورة في السعودية تأسست في 11 رجب 1386 هـ، حيث صدر الأمر السامي رقم 19105 لقيام الغرفة التجارية الصناعية بالمدينة المنورة. وفي 15 ربيع الأول 1387 هـ صدر قرار وزير التجارة والصناعة السعودي رقم 225 القاضي بتشكيل أول مجلس إدارة للغرفة عن الدورة الأولى (1387-1391هـ).

## الرؤية
أن تكون المدينة المنورة مركزًا ووجهة استثمارية واعدة بما يحقق التنمية الاقتصادية المستدامة وفق رؤية المملكة 2030.

## الرسالة
تمكين قطاع الأعمال بالمدينة المنورة للقيام بدوره في برنامج التحول الوطني 2020.

## روابط أخرى
- الغرفة علي تويتر
- الغرفة علي اليوتيوب
- الموقع الرسمي

## غرف تجارية سعودية أخرى
- مجلس الغرف السعودية
- الغرفة التجارية الصناعية بالرياض
- الغرفة التجارية الصناعية بالباحة
- الغرفة التجارية الصناعية بمكة المكرمة
- الغرفة التجارية الصناعية بجدة
- غرفة الشرقية